# Agnes Marshall

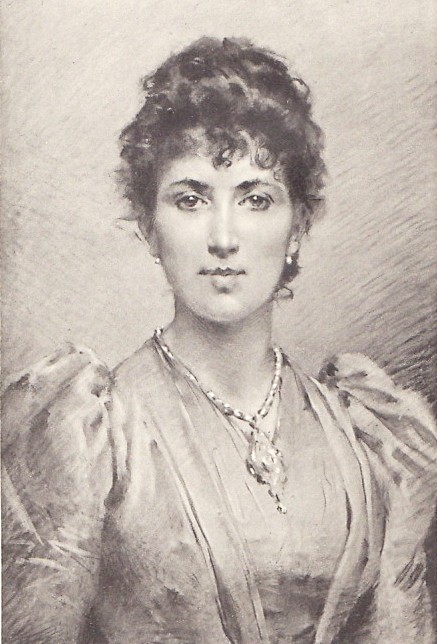
Agnes Marshall

Agnes Bertha Marshall (* 24. August 1855 in Walthamstow als Agnes Bertha Smith; † 29. Juli 1905 in Pinner, London Borough of Harrow) war eine englische Köchin, Autorin und Erfinderin. Sie ist bekannt für ihre Innovationen in der Herstellung von Speiseeis.

## Leben und Werk

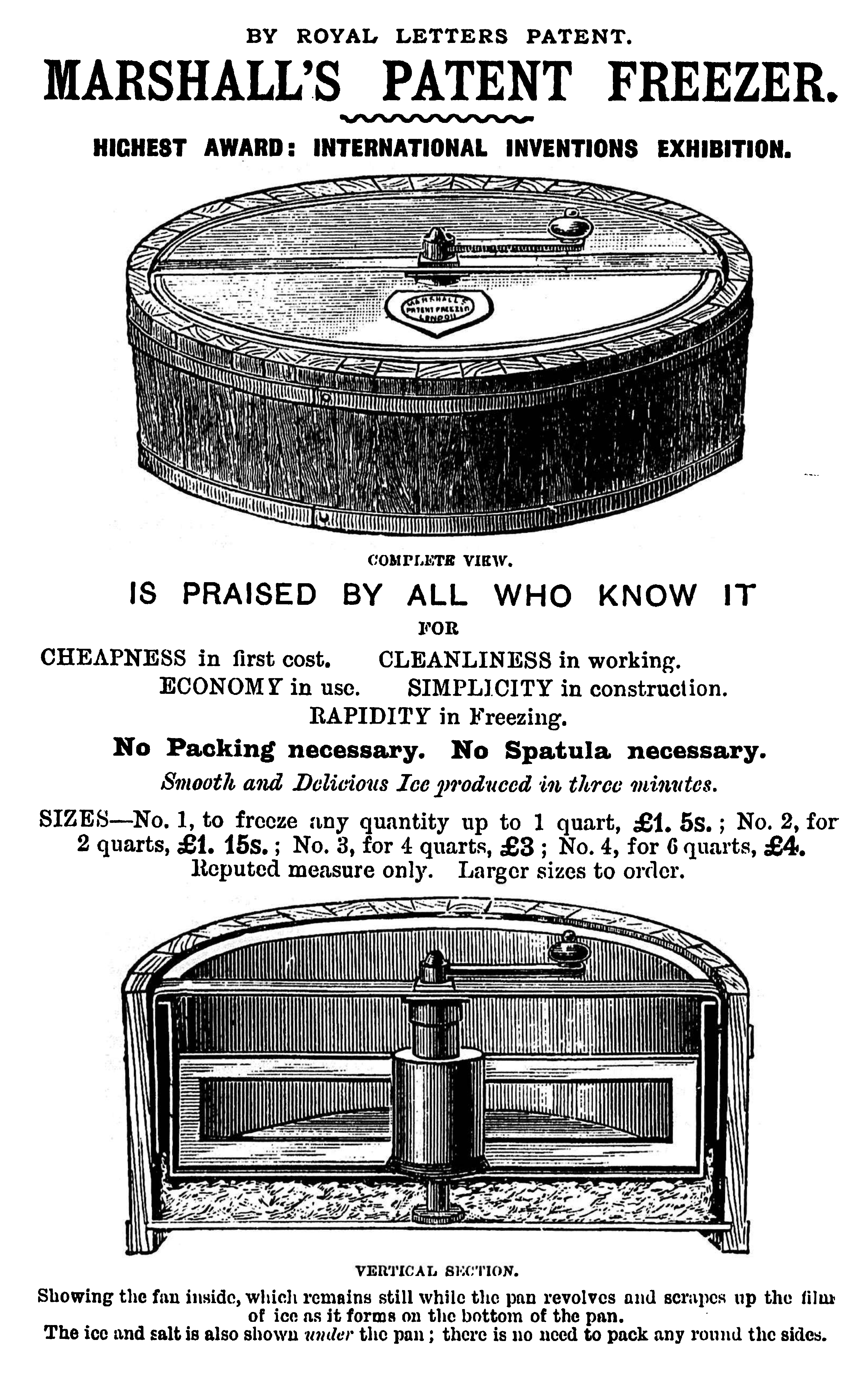
Werbung für Agnes Marshalls Eismaschine

Über Agnes Marshalls Kindheit ist wenig bekannt. Ihr Vater starb früh; ihre Mutter heiratete erneut, und Agnes hatte vier Halbgeschwister. Ihre Halbschwester Ada wurde später ihre Haushälterin, ihr Halbbruder John der Manager ihrer Kochschule. Am 17. August 1878 heiratete sie Alfred William Marshall.
Im Januar 1883 eröffnete Marshall ihre private Kochschule Mrs. Marshall’s School of Cookery in der Mortimer Street in London. 1885 meldete sie zwei Patente an: eins für eine Eismaschine, ein weiteres für eine Eiskühlanlage, einen Vorläufer des Gefrierschranks. Marshall machte den Namen ihrer Schule zur Marke, unter der sie ihre Bücher veröffentlichte und Lebensmittel und Küchengeräte vertrieb, darunter die von ihr erfundenen Eismaschinen und Kühltruhen sowie Eisformen, Lebensmittelfarben und Aromastoffe. Außerdem betrieb Marshall eine Personalvermittlung für die gehobene Küche.
Marshalls 1885 erschienenes Buch Ices Plain and Fancy: The Book of Ices über das Zubereiten von Eis war zu diesem Zeitpunkt eine der wenigen Veröffentlichungen, die sich ausschließlich diesem Thema widmeten. Es trug erheblich dazu bei, Speiseeis als Süßspeise zu verbreiten. 1886 begann Marshall eine wöchentlich erscheinende Kochzeitschrift namens The Table herauszugeben. Bis an ihr Lebensende veröffentlichte sie in jeder Ausgabe eines ihrer Rezepte. Sie schrieb außerdem Artikel, in denen sie oft ironisch den Stand des Kochgewerbes kommentierte. Beispielsweise forderte sie in einem ihrer Kommentare die Angehörigen des Adels auf, ihre Hausangestellten wenigstens so gut zu behandeln wie ihre Pferde. Sie setzte sich außerdem für eine bessere hauswirtschaftliche Ausbildung und für strengere Hygienevorschriften in der Lebensmittelherstellung ein. Sie sah eine große Chance in der Automobilindustrie und hoffte auf Kühllastwagen, die eines Tages frische Lebensmittel über große Strecken befördern könnten. Marshall bezog auch Position zu allgemeinpolitischen Themen und unterstützte die Frauenrechtsbewegung. Zu ihrem sozialen Engagement gehörten die Organisation von Suppenküchen und das Kochen von Weihnachtsessen für Bedürftige.
Um für ihr zweites Kochbuch zu werben, machte Marshall 1887 eine Lesereise durch Großbritannien und hielt Kochvorführungen in London. Diese öffentlichen Auftritte machten sie zu einer überregionalen Berühmtheit. Ihre Bücher erschienen in für damalige Verhältnisse hohen Auflagen und verkauften sich im Vereinigten Königreich, den USA und den britischen Kolonien.
Marshall veröffentlichte das erste bekannte Rezept für eine Eiswaffel. Sie war allerdings zum Servieren auf einem Teller gedacht, nicht als Behälter für den Straßenverkauf. 1901 schlug Marshall in ihrer Zeitschrift The Table vor, verflüssigte Luft zum Herstellen von Speiseeis zu nutzen, nur wenige Jahre nachdem das Linde-Verfahren zum Verflüssigen von Luft entdeckt worden war. Marshall gilt daher als Pionierin der Verwendung von tiefkalten Gasen in der Speiseeisherstellung.
1905, kurz vor ihrem 50. Geburtstag, starb Agnes Marshall an den Folgen eines Reitunfalls. Ihr Sohn Alfred überlebte sie nur um wenige Jahre. Mrs. Marshall’s School of Cookery blieb bis zum Beginn des Zweiten Weltkriegs in Betrieb.

## Veröffentlichungen
- 1885: Ices Plain and Fancy: The Book of Ices
- 1888: Mrs. A.B. Marshall’s Book of Cookery
- 1891: Mrs. A.B. Marshall’s Larger Cookery Book of Extra Recipes
- 1894: Fancy Ices
- 1886–1905: The Table. A weekly paper of Cookery, Gastronomy, Food amusements etc. (Herausgeberin)

Eine Auswahl von Agnes Marshalls Rezepten erschien 2013 unter dem Titel Ices and Ice Creams (ISBN 978-0-224-09560-0). Die 1998 erschienene Biografie Mrs Marshall, the Greatest Victorian Ice Cream Maker (ISBN 978-1-85825-102-8) enthält einen Nachdruck von Ices Plain and Fancy: The Book of Ices.